# Megszámlálhatóság
A megszámlálhatóság vagy számszerűség a főnevek egy jelentéstani és nyelvtani tulajdonsága arra vonatkozóan, hogy darabonként vagy általánosságban kezeljük őket.

## Általános jellemzők
A megszámlálható vagy számszerű főnevek egy-egy darabra, egyedre utalnak. Használhatók többek közt határozatlan névelővel, határozott számnevekkel, valamint többes számban (egy szék, öt szék, néhány szék, székek), és jellemzően a hány? kérdéssel kérdezhetünk rájuk.
A megszámlálhatatlan vagy nem számszerű főnevek ezzel szemben mennyiségtől függetlenül utalnak dolgokra. Nyelvtanilag csak határozatlan számnevekkel (pl. sok, kevés) és néhány egyéb determinánssal állhatnak (pl. némi), nem tehetők többes számba, és csak a mennyi? kérdéssel kérdezhetünk rájuk.

## Típusaik és viselkedésük
A megszámlálhatatlan főnevek főbb csoportjai az alábbiak:
- elvont fogalmak, pl. tudás, szeretet, szabadság, akarat, bátorság, szórakozás, harag, nyugalom, közlekedés, művészet, haladás, utazás, időjárás, tevékenység, egyetértés, humor stb.
  - köztük tudományterületek neve, pl. matematika, csillagászat, gazdaságtan
- anyagnevek, pl. fém, üveg, fa, fű, föld, kő, homok, por, levegő, fény, papír
  - köztük a vegyi elemek neve, pl. arany, ezüst, vas, réz, ólom
  - valamint számos élelmiszer neve: hús, túró, cukor, rizs, liszt, sajt, szalámi, sonka stb., illetve tej, víz, bor, sör, kávé, üdítő stb. (ezeket rendszerint literre, kilóra, csomagra stb. lehet kapni)

Az anyagnevek néha számszerűen is használhatók, ha valamely megszokott egységnyi mennyiségükre utalnak (pl. két kávé: két pohár kávé, három tej: három doboz/zacskó tej, négy papír: négy ív papír).
Máskor számszerű használatban más jelentést kapnak. A fa alapvetően számszerű, és egy teljes fára utal, nem számszerűen pedig a faanyagra vonatkozhat. A csont szintén lehet a csontozat egy önálló része, valamint anyagnév is. A sebesség ezzel szemben eredendően nem számszerű, és gyorsaságot jelent, számszerűen azonban a sebességváltó fokozatát jelenti.
Más esetekben az anyagnevek úgy számszerűsíthetők, ha külön szóval jelöljük meg előttük valamely konkrét egységüket (pl. két rúd szalámi, három pohár víz). Máskor egy hozzájuk kapcsolt másik főnév utalhat konkrét egységükre (pl. porszem, hajszál).
A megszámlálható főnevek között is vannak olyanok, amelyek elvont fogalmakat jelölnek, így konkrét számnevekkel állhatnak, például javaslat, évfolyam, bizonyíték.
A számszerű és a nemszámszerű főnevek olykor megfeleltethetők egymásnak, például a nem számszerű pénz a számszerű pénzérmének, a bankjegynek vagy éppen a pénznemnek.

## Más nyelvekben
Az angol nyelvben nyelvtanilag másként viselkednek egyes főnevek, mint a magyarban. A bútor, szappan, kenyér, tanács, információ szavak angol megfelelői (furniture, soap, bread, advice, information) például nem számszerűek, így nem tehetünk eléjük határozatlan névelőt (a/an), hanem körülírással utalhatunk konkrét számú egységeikre. Ez lehet a „darab” szó megfelelője (pl. a piece of furniture, szó szerint ’egy darab bútor’) vagy a főnév által meghatározott egyéb számlálószó (pl. a bar of soap).
Bizonyos főneveknek számszerű és nem számszerű használatban más-más jelentése van az angolban is, pl. experience jelentése számszerűként élmény, nem számszerűként viszont tapasztalat; hasonlóképp a glass számszerűként poharat, nem számszerűként azonban üveget mint anyagot jelöl.
A kínai nyelvben a nem számszerű használat az alapértelmezés, amely a számszerű dolgoknak (pl. könyv) alapesetben a meghatározatlan sokaságára utal. Amennyiben valamiből konkrét számú darabra kívánunk utalni, úgy a számnevet a megfelelő számlálószóval ellátva lehet a főnév elé illeszteni.

## Külső hivatkozások
- Számszerű és nemszámszerű főnevek Archiválva 2021. szeptember 18-i dátummal a Wayback Machine-ben (KLM A–Z Angol nyelvtan)
- Szavak, amelyek számszerűen és nem számszerűen mást-mást jelentenek az angolban

### Az angol nyelvű Wikipédia szócikkei
- - Számszerű (megszámlálható) főnevek
  - Nem számszerű (nem megszámlálható) főnevek